# Listă de canale de televiziune în limba română
Aceasta este o listă a canalelor de televiziune ce emit în limba română clasificate în tabele în ordine alfabetică după statusul lor din prezent. Lista cuprinde posturi TV românești care fie sunt produse nativ, fie au o pistă audio, fie au subtitrări, fie emit partajat în limba română sau în alte limbi de circulație europeană.

## Canale TV naționale

### Canale TV actuale
| Denumire                      | Gen                  | Variantă HD | Variantă 4K | Țară              | Proprietar                                       | Note |
| ----------------------------- | -------------------- | ----------- | ----------- | ----------------- | ------------------------------------------------ | --- |
| 24 Mix Teleshop               | Teleshopping         | Yes         | No          | România           | Best Mix Media SRL                               | - |
| A7 TV                         | General              | Yes         | No          | România           | Vision Broadcasting SRL                          | - |
| Acasă Gold                    | Filme                | Yes         | No          | România           | Pro TV SRL                                       | Fostul Pro Gold |
| Acasă TV                      | Pentru femei         | Yes         | No          | România           | Pro TV SRL                                       | Fostul Pro 2 |
| Agro TV                       | Agricultură          | Yes         | No          | România           | Clever Group                                     | A înlocuit canalul Agro Channel. |
| Aleph Business                | Financiar/Economic   | Yes         | No          | România           | Aleph Media SRL                                  | - |
| Aleph News                    | Știri                | Yes         | No          | România           | Aleph Media SRL                                  | - |
| Alfa Omega TV                 | Religie              | Yes         | No          | România           | Alfa-Omega TV Production SRL                     | Canalul emite doar în varianta HD. |
| Alfa Omega TV Internațional   | Religie              | Yes         | No          | România           | Alfa-Omega TV Production SRL                     | Canalul emite doar în varianta HD. Emite în partaj cu Alfa Omega TV. |
| AMC                           | Filme                | Yes         | No          | Cehia             | AMC Networks International                       | Fostul MGM Channel |
| Angelus TV                    | Religie              | Yes         | No          | România           | Angelus Works SRL                                | Momentan, versiunea HD nu este preluată de niciun operator CATV, IPTV și DTH. |
| Animal Planet                 | Știință/Documentare  | Yes         | No          | Regatul Unit      | Warner Bros. Discovery                           | - |
| Antena 1                      | General              | Yes         | No          | România           | Antena TV Group                                  | - |
| Antena 3 CNN                  | Știri                | Yes         | No          | România           | Antena TV Group                                  | Are studiouri regionale în Arad, Constanța, Deva, Pitești, Vâlcea, Alexandria și Ploiești. |
| Antena Internațional          | General              | Yes         | No          | România           | Antena TV Group                                  | - |
| Antena Stars                  | General              | Yes         | No          | România           | Antena TV Group                                  | Fostul Antena 2 |
| Apollonia TV                  | General              | Yes         | No          | România           | Universitatea Apollonia din Iași                 | - |
| Atomic Academy                | Muzică               | Yes         | No          | România           | Perla Cluster SRL                                | - |
| Atomic TV                     | Muzică               | Yes         | No          | România           | Atomic Media Advertising SRL                     | - |
| Auto Motor and Sport Channel  | Sport                | Yes         | No          | Germania          | Motor Presse TV GmbH                             | - |
| AXN                           | Filme                | Yes         | No          | Regatul Unit      | Antenna Entertainment                            | - |
| AXN Black                     | Filme                | No          | No          | Regatul Unit      | Antenna Entertainment                            | Fostul AXN Sci-Fi |
| AXN Spin                      | Filme                | No          | No          | Regatul Unit      | Antenna Entertainment                            | - |
| AXN White                     | Filme                | No          | No          | Regatul Unit      | Antenna Entertainment                            | Fostul AXN Crime |
| B1 TV                         | Știri                | Yes         | No          | România           | B1 TV Channel SRL                                | - |
| Balcan Music TV               | Muzică               | Yes         | No          | România           | Balcan Media Vision SRL                          | Disponibil momentan numai la operatorul RCS & RDS. Momentan, versiunea HD nu este preluată de niciun operator CATV, IPTV sau DTH.                                                                                  |
| BBC Earth                     | Știință/Documentare  | Yes         | No          | Regatul Unit      | British Broadcasting Corporation                 | Fostul BBC Knowledge |
| BBC First                     | Filme                | Yes         | No          | Regatul Unit      | British Broadcasting Corporation                 | Disponibil momentan numai la operatorul RCS & RDS. |
| Blitz TV                      | Recomandări          | No          | No          | România           | Blitz Television SRL                             | Emite numai în stațiile de metrou și în aeroport. |
| Bollywood Clasic              | Filme                | Yes         | No          | România           | ISG Media                                        | Momentan, versiunea HD nu este preluată de niciun operator CATV, IPTV sau DTH. |
| Bollywood Film                | Filme                | Yes         | No          | România           | ISG Media                                        | Momentan, versiunea HD nu este preluată de niciun operator CATV, IPTV sau DTH. |
| Bollywood TV                  | Filme                | Yes         | No          | România           | ISG Media                                        | Fostul Bollyshow |
| Boom TV                       | Muzică               | Yes         | No          | România           | TV Sat Media Group                               | Momentan emite doar în grila operatorului local TV Sat 2002. |
| Busuioc TV                    | Muzică populară      | No          | No          | Republica Moldova | Busuioc Media SRL                                | Emite național în Republica Moldova, local în județul Suceava. |
| Canal 33                      | Lifestyle            | Yes         | No          | România           | Canal 33 Network SRL                             | - |
| Cartoon Network România       | Desene animate       | Yes         | No          | Regatul Unit      | Warner Bros. Discovery                           | Versiunea SD s-a obținut prin downscaling din versiunea HD. Momentan, versiunea HD este disponibilă doar la INES și la Interlan.                                                                                   |
| Cartoonito România            | Desene animate       | Yes         | No          | Regatul Unit      | Warner Bros. Discovery                           | A înlocuit Boomerang România. Versiunea SD s-a obținut prin downscaling din versiunea HD. Momentan, versiunea HD este disponibilă doar pe platforma Interlan.                                                      |
| CBS Reality                   | Știință/Documentare  | No          | No          | Regatul Unit      | AMC Networks International                       | Fostul Reality TV și Zone Reality |
| Cinemaraton                   | Filme                | Yes         | No          | România           | Clever Group                                     | - |
| Cinemax                       | Filme                | Yes         | No          | Cehia             | Home Box Office, Inc.                            | - |
| Cinemax 2                     | Filme                | Yes         | No          | Cehia             | Home Box Office, Inc.                            | - |
| Cinethronix                   | Știință/Documentare  | Yes         | Yes         | România           | Cinethronix Television Production SRL            | Momentan, versiunea HD nu este preluată de niciun operator CATV, IPTV sau DTH. |
| Club MTV                      | Muzică               | No          | No          | Cehia             | Paramount Global                                 | A înlocuit MTV Dance. |
| Comedy Central                | Filme                | Yes         | No          | Regatul Unit      | Paramount Global                                 | Fostul Comedy Central Extra |
| Credo TV                      | Religie              | Yes         | No          | România           | Expres Image SRL                                 | Canalul emite doar în varianta HD. Varianta SD mai este disponibilă la unii operatori CATV, făcându-se downscaling din varianta HD.                                                                                |
| Crime & Investigation         | Știință/Documentare  | No          | No          | Regatul Unit      | A&E Television Networks                          | - |
| Da Vinci Learning             | Știință/Documentare  | Yes         | No          | Germania          | Da Vinci Media GmbH                              | - |
| Digi 24                       | Știri                | Yes         | No          | România           | Digi România                                     | Fostul 10 TV |
| Digi Animal World             | Știință/Documentare  | Yes         | No          | România           | Digi România                                     | Disponibil numai la Digi România |
| Digi Life                     | Știință/Documentare  | Yes         | No          | România           | Digi România                                     | Disponibil numai la Digi România |
| Digi Sport 1                  | Sport                | Yes         | No          | România           | Digi România                                     | Disponibil numai la Digi România |
| Digi Sport 2                  | Sport                | Yes         | No          | România           | Digi România                                     | Fostul Digi Sport Plus. Disponibil numai la Digi România |
| Digi Sport 3                  | Sport                | Yes         | No          | România           | Digi România                                     | Disponibil numai la Digi România |
| Digi Sport 4                  | Sport                | Yes         | No          | România           | Digi România                                     | Disponibil numai la Digi România |
| Digi 4K                       | General              | No          | Yes         | România           | Digi România                                     | Disponibil numai la Digi România |
| Digi World                    | Știință/Documentare  | Yes         | No          | România           | Digi România                                     | Disponibil numai la Digi România |
| Disco Mix                     | Muzică               | Yes         | No          | România           | Best Mix Media SRL                               | - |
| Discovery Channel             | Știință/Documentare  | Yes         | No          | Regatul Unit      | Warner Bros. Discovery                           | - |
| Disney Channel România        | Desene animate       | No          | No          | Cehia             | The Walt Disney Company                          | Fostul Fox Kids România și Jetix România |
| Disney Junior România         | Desene animate       | No          | No          | Cehia             | The Walt Disney Company                          | Fostul Jetix Play România |
| Diva                          | Filme                | Yes         | No          | Regatul Unit      | NBCUniversal                                     | Fostul Hallmark Channel |
| DocuBox                       | Știință/Documentare  | Yes         | No          | Regatul Unit      | SPI International                                | - |
| E! Entertainment              | Divertisment         | Yes         | No          | Regatul Unit      | NBCUniversal                                     | - |
| Emi TV                        | Muzică populară      | Yes         | No          | România           | Emi Events Music SRL                             | - |
| Epic Drama                    | Filme                | Yes         | No          | Regatul Unit      | Viasat World Ltd.                                | - |
| Etno TV                       | General              | Yes         | No          | România           | Etno Folclor Media SRL                           | - |
| Euronews România              | Știri                | Yes         | No          | România           | Universitatea Politehnica din București          | - |
| Eurosport 1 Internațional     | Sport                | Yes         | Yes         | Regatul Unit      | Warner Bros. Discovery                           | - |
| Eurosport 1 România           | Sport                | Yes         | No          | Regatul Unit      | Warner Bros. Discovery                           | Comentariile și unele emisiuni sunt transmise din studioul de la București. |
| Eurosport 2 Internațional     | Sport                | Yes         | No          | Regatul Unit      | Warner Bros. Discovery                           | - |
| Eurosport 2 România           | Sport                | Yes         | No          | Regatul Unit      | Warner Bros. Discovery                           | - |
| Exploris TV                   | Turism               | Yes         | No          | România           | TVSat Media Group                                | Fostul TV Sud Est Exploris |
| Extreme Sports Channel        | Sport                | No          | No          | Țările de Jos     | AMC Networks International                       | - |
| Favorit TV                    | Muzică populară      | No          | No          | România           | Centrul Național Media                           | - |
| Film Cafe                     | Filme                | Yes         | No          | Cehia             | AMC Networks International                       | Fostul Romantica și Zone Romantica |
| Film Mania                    | Filme                | Yes         | No          | Cehia             | AMC Networks International                       | - |
| Film Now                      | Filme                | Yes         | No          | România           | Digi România                                     | Fostul DIGI Film 1 și Digi Film. Emite numai în rețeaua DIGI România. |
| FilmBox                       | Filme                | No          | No          | Regatul Unit      | SPI International                                | - |
| FilmBox Extra HD              | Filme                | Yes         | No          | Regatul Unit      | SPI International                                | Fostul FilmBox HD. Versiunea SD este obținută prin downscaling din varianta HD. |
| FilmBox Family                | Filme                | No          | No          | Regatul Unit      | SPI International                                | - |
| FilmBox Premium               | Filme                | No          | No          | Regatul Unit      | SPI International                                | Fostul FilmBox Extra |
| FilmBox Stars                 | Filme                | No          | No          | Regatul Unit      | SPI International                                | Fostul FilmBox Plus și FilmBox Extra 1 |
| Food Network                  | Gastronomie          | Yes         | No          | Regatul Unit      | Warner Bros. Discovery                           | - |
| H!T Music Channel             | Muzică               | Yes         | No          | România           | Music Channel SRL                                | Varianta HD nu este preluată de niciun furnizor de servicii de telecomunicații. |
| Happy Channel                 | Pentru femeii        | Yes         | No          | România           | Antena TV Group                                  | Fostul Euforia Lifestyle TV |
| HBO                           | Filme                | Yes         | No          | România           | Home Box Office, Inc.                            | - |
| HBO 2                         | Filme                | Yes         | No          | România           | Home Box Office, Inc.                            | - |
| HBO 3                         | Filme                | Yes         | No          | România           | Home Box Office, Inc.                            | Fostul HBO Comedy |
| HGTV                          | Casă și grădină      | Yes         | No          | Regatul Unit      | Warner Bros. Discovery                           | - |
| History Channel               | Știință/Documentare  | Yes         | No          | Regatul Unit      | A&E Television Networks                          | - |
| Hora TV                       | Muzică populară      | Yes         | No          | România           | Digi România                                     | Disponibil numai în rețeaua Digi România |
| Inedit TV                     | General              | Yes         | No          | România           | Inedit TV SRL                                    | Varianta HD este disponibilă doar la operatorii RCS & RDS, INES și la NextGen începând din 8 ianuarie 2022. La restul operatorilor CATV a rămas în continuare în varianta SD.                                      |
| Info TV România               | Utilitar             | Yes         | No          | România           | Biff Expert Group SRL                            | Momentan emite pe Interlan, online și în grila operatorului local Media Sud din Teleorman. |
| Investigation Discovery       | Știință/Documentare  | Yes         | No          | Regatul Unit      | Warner Bros. Discovery                           | Fostul ID Xtra |
| JimJam România                | Desene animate       | No          | No          | Regatul Unit      | AMC Networks International                       | - |
| Job TV                        | Utilitar             | Yes         | No          | România           | Job TV SRL                                       | - |
| Jurnal TV                     | General              | Yes         | No          | Republica Moldova | Jurnal Trust Media                               | Emite parțial în rusă. |
| Kanal D România               | General              | Yes         | No          | România           | Doğan Holding                                    | - |
| Kanal D2                      | General              | Yes         | No          | România           | Doğan Holding                                    | A înlocuit canalul București TV. |
| Kapital TV                    | General              | Yes         | No          | România           | Industrial Proinvest SRL                         | Stație locală în Hunedoara |
| Kiss TV                       | Muzică               | Yes         | No          | România           | Antenna Entertainment                            | Fostul Atomic TV și TV K Lumea |
| LooLoo Kids                   | Desene animate       | Yes         | No          | România           | TraLaLa Studio SRL                               | Momentan emite online pe platforma Sweet.TV. |
| Love Nature                   | Știință/Documentare  | Yes         | Yes         | Regatul Unit      | Blue Ant Media                                   | - |
| Magic TV                      | Muzică               | Yes         | No          | România           | Antenna Entertainment                            | - |
| Mediacom TV                   | Teleshopping         | Yes         | No          | România           | Media Communication SRL                          | Momentan emite pe Interlan și în grila operatorului iNES IPTV. |
| Medika TV                     | Medical              | Yes         | No          | România           | Clever Group                                     | - |
| Minimax România               | Desene animate       | No          | No          | Cehia             | AMC Networks International                       | - |
| Metropola TV                  | General              | Yes         | No          | România           | Publivov Creativ SRL                             | - |
| Moldova 1                     | General              | Yes         | No          | Republica Moldova | TeleRadio-Moldova                                | - |
| Moldova 2                     | General              | Yes         | No          | Republica Moldova | TeleRadio-Moldova                                | - |
| Moldova TV                    | General              | Yes         | No          | România           | TVSat Media Group                                | - |
| Mooz Dance                    | Muzică               | Yes         | No          | România           | Mooz TV SRL                                      | - |
| Mooz Hits                     | Muzică               | Yes         | No          | România           | Mooz TV SRL                                      | - |
| Mooz Love                     | Muzică               | Yes         | No          | România           | Mooz TV SRL                                      | Momentan emite la câțiva operatorii locali prin cablu. |
| Mooz Retro                    | Muzică               | Yes         | No          | România           | Mooz TV SRL                                      | Momentan emite la câțiva operatorii locali prin cablu. |
| Mooz RO!                      | Muzică               | Yes         | No          | România           | Mooz TV SRL                                      | - |
| MTV 00s                       | Muzică               | No          | No          | Cehia             | Paramount Global                                 | A înlocuit VH1 Europe. |
| MTV 80s                       | Muzică               | No          | No          | Cehia             | Paramount Global                                 | A înlocuit VH1 Classic. |
| MTV 90s                       | Muzică               | No          | No          | Cehia             | Paramount Global                                 | A înlocuit MTV Rocks și MTV 2. |
| MTV Global                    | Divertisment         | No          | No          | Cehia             | Paramount Global                                 | A înlocuit MTV Europa și MTV România. |
| MTV Hits                      | Muzică               | No          | No          | Cehia             | Paramount Global                                 | Fostul MTV Extra |
| MTV Live                      | Muzică               | Yes         | No          | Cehia             | Paramount Global                                 | Fostul MTV Live HD |
| Music Channel                 | Muzică               | Yes         | No          | România           | Digi România                                     | Varianta HD nu este preluată de niciun furnizor. |
| Nașul TV                      | General              | No          | No          | România           | Nașul, Prietenii de Pretutindeni și Asociații SA | - |
| Nat Geo People                | Știință/Documentare  | Yes         | No          | Regatul Unit      | The Walt Disney Company                          | - |
| National Geographic Channel   | Știință/Documentare  | Yes         | No          | Regatul Unit      | The Walt Disney Company                          | - |
| National Geographic Wild      | Știință/Documentare  | Yes         | No          | Regatul Unit      | The Walt Disney Company                          | - |
| Național 24 Plus              | General              | No          | No          | România           | Centrul Național Media                           | Fostul N24 și N24 Plus |
| Național TV                   | General              | No          | No          | România           | Centrul Național Media                           | - |
| NCN                           | Știri                | No          | No          | România           | Pagina Ciudatului SRL                            | - |
| Nick Jr. România              | Desene animate       | Yes         | No          | Regatul Unit      | Paramount Global                                 | Momentan varianta HD nu este disponibilă la niciun operator CATV, IPTV și DTH. |
| Nickelodeon România           | Desene animate       | Yes         | No          | Regatul Unit      | Paramount Global                                 | Versiunea HD emite în engleză cu un program diferit. |
| Nicktoons România             | Desene animate       | Yes         | No          | Regatul Unit      | Paramount Global                                 | Momentan varianta HD nu este disponibilă la niciun operator CATV, IPTV și DTH. |
| Noroc TV                      | Muzică populară      | Yes         | No          | Republica Moldova | Noroc Media SRL                                  | Emite național în Republica Moldova și local în județul Suceava. |
| Nostalgia TV                  | Filme                | Yes         | No          | România           | Clever Group                                     | - |
| Orange Info                   | Informații Orange    | No          | No          | România           | Orange România                                   | Disponibil numai la Orange TV |
| Orizont TV                    | Muzică populară      | No          | No          | România           | Orizont Media SRL                                | - |
| Party Mix                     | Muzică de petrecere  | Yes         | Yes         | România           | Best Mix Media SRL                               | - |
| Prima 4K                      | Sport                | No          | Yes         | România           | Clever Group                                     | Fostul Look 4K |
| Prima Comedy                  | Filme                | Yes         | No          | România           | Clever Group                                     | A înlocuit Cinema Est pe frecvența veche. |
| Prima History                 | Știință/Documentare  | Yes         | No          | România           | Clever Group                                     | Fostul Cinema Est, Comedy Est. |
| Prima News                    | Știri                | Yes         | No          | România           | Clever Group                                     | - |
| Prima Sport 1                 | Sport                | Yes         | No          | România           | Clever Group                                     | Fostul NCN,Transilvania L!VE, Look Plus și Look Sport +. A nu se confunda cu NCN sau NCN Cluj-Napoca (fost Someș TV), deținute de Pagina Ciudatului SRL, care, la fel ca Prima Sport 1, are sediul în Cluj Napoca. |
| Prima Sport 2                 | Sport                | Yes         | No          | România           | Clever Group                                     | Fostul Transilvania Look, Look TV și Look Sport. |
| Prima Sport 3                 | Sport                | Yes         | No          | România           | Clever Group                                     | Fostul Look Sport 3. |
| Prima Sport 4                 | Sport                | Yes         | No          | România           | Clever Group                                     | Fostul Look Sport 2. |
| Prima Sport 5                 | Sport                | Yes         | No          | România           | Clever Group                                     | - |
| Prima Sport PPV1              | Sport                | Yes         | No          | România           | Clever Group                                     | Fostul Look Sport PPV1. |
| Prima Sport PPV2              | Sport                | Yes         | No          | România           | Clever Group                                     | Fostul Look Sport PPV2. |
| Prima Sport PPV3              | Sport                | No          | No          | România           | Clever Group                                     | Fostul Look Sport PPV3. |
| Prima Sport PPV4              | Sport                | No          | No          | România           | Clever Group                                     | Fostul Look Sport PPV4. |
| Prima TV                      | General              | Yes         | No          | România           | Clever Group                                     | Fostul Canal 38 Amerom |
| Prima World                   | Știință/Documentare  | Yes         | No          | România           | Clever Group                                     | Fostul Prima Food & Travel. |
| Pro Arena                     | Pentru bărbați       | Yes         | No          | România           | Pro TV SRL                                       | Fostul Pro X, Sport.ro și TV Sport |
| Pro Cinema                    | Filme                | Yes         | No          | România           | Pro TV SRL                                       | - |
| Pro TV                        | General              | Yes         | No          | România           | Pro TV SRL                                       | Fostul Canal 31 |
| Pro TV Internațional          | General              | No          | No          | România           | Pro TV SRL                                       | - |
| Profi 24 TV                   | General              | Yes         | No          | România           | Astra Smart Media SRL                            | - |
| Publika TV                    | Știri                | Yes         | No          | Republica Moldova | General Media Group Corp SRL                     | Emite parțial în rusă. |
| Rapsodia TV                   | Muzică populară      | No          | No          | România           | Rapsodia TV SRL                                  | - |
| Realitatea Plus               | Știri                | Yes         | No          | România           | Geopol International SRL                         | - |
| Realitatea Sportivă           | Sport                | Yes         | Yes         | România           | PHG Media Invest SRL                             | Varianta 4K nu a fost încă lansată. |
| Realitatea Star               | Știri                | Yes         | Yes         | România           | PHG Media Invest SRL                             | Momentan retransmite Realitatea Plus. Varianta 4K nu a fost încă lansată. |
| Rock TV                       | Muzică               | Yes         | No          | România           | Antenna Entertainment                            | - |
| România TV                    | Știri                | Yes         | No          | România           | Ridzone Computers SRL                            | - |
| Sens TV                       | Lifestyle            | Yes         | No          | România           | Profesional Marketing Group SRL                  | Fostul IDA TV. |
| Shop On TV                    | Teleshopping         | Yes         | Yes         | România           | Best Mix Media SRL                               | Varianta 4K nu a fost încă lansată. |
| Simfonica TV                  | Cultură              | Yes         | No          | România           | SFM Media Tech SRL                               | Momentan emite pe Interlan și în grila operatorului iNES IPTV. |
| SkyShowtime 1                 | Filme                | Yes         | No          | Țările de Jos     | SkyShowtime Ltd                                  | Momentan emite la RCS & RDS. |
| SkyShowtime 2                 | Filme                | Yes         | No          | Țările de Jos     | SkyShowtime Ltd                                  | Momentan emite la RCS & RDS. |
| Smart TV                      | General              | Yes         | No          | România           | Smart TV Management SRL                          | Momentan retransmite în proporție de 80% Aleph News. |
| Speranța TV                   | Religie              | Yes         | No          | România           | Asociația Centrului Media Speranța               | Varianta HD emite momentan doar pe online. |
| Sport Extra                   | Sport                | Yes         | No          | Regatul Unit      | Digital Broadcasting SRL                         | Primul canal românesc licențiat în străinătate. |
| Taraf TV                      | Muzică (manele)      | Yes         | Yes         | România           | Real Top Media TV SRL                            | Varianta 4K încă nu a fost lansată. |
| TeenNick România              | Desene animate       | Yes         | No          | Regatul Unit      | Paramount Global                                 | A înlocuit canalul Paramount Channel. Varianta HD nu este disponibilă momentan la niciun operator CATV sau IPTV, în schimb este disponibil prin DTH cu ajutorul unei antene.                                       |
| Tele Moldova Plus             | General              | Yes         | No          | România           | TeleMoldova SRL                                  | - |
| Telestar 1                    | General              | No          | No          | România           | Telestar Diffusion SRL                           | Televiziunea italiană din România |
| Timeless Dizi Channel         | Filme                | Yes         | No          | Regatul Unit      | SPI International                                | - |
| The Fishing & Hunting Channel | Pescuit și vânătoare | Yes         | No          | România           | Tematic Media                                    | - |
| TLC                           | Lifestyle            | Yes         | No          | Regatul Unit      | Warner Bros. Discovery                           | Fostul Discovery Travel & Living. Varianta HD este disponibilă momentan doar la operatorii Orange TV și la INES.                                                                                                   |
| Top Shop TV                   | Teleshopping         | No          | No          | România           | Studio Moderna SRL                               | - |
| Trace Sport Stars             | Sport                | Yes         | No          | Regatul Unit      | Trace UK World Ltd.                              | - |
| Tradițional TV                | Muzică populară      | Yes         | No          | România           | Suceava Cultural Media SRL                       | - |
| TraLaLa Desene Animate        | Desene animate       | Yes         | No          | România           | TraLaLa Studio SRL                               | - |
| TraLaLa TV                    | Desene animate       | Yes         | No          | România           | TraLaLa Studio SRL                               | - |
| Travel Channel                | Călătorii            | Yes         | No          | Regatul Unit      | Warner Bros. Discovery                           | - |
| Travel Mix                    | General              | Yes         | Yes         | România           | Best Mix Media SRL                               | În curând va emite și în rezoluția 8K. |
| Travel XP TV                  | Turism               | Yes         | Yes         | India             | Celebrities Management Private Limited           | - |
| Trinitas TV                   | Religie              | Yes         | No          | România           | Patriarhia Română                                | - |
| TV5 Monde Europe              | General              | Yes         | No          | Franța            | TV5Monde SA                                      | Sunt disponibile subtitrări în limba română. |
| TV AS                         | Muzică populară      | Yes         | No          | România           | TV Adler-Trading SRL                             | - |
| TV Paprika                    | Gastronomie          | Yes         | No          | Cehia             | AMC Networks International                       | - |
| TVR 1                         | General              | Yes         | No          | România           | Societatea Română de Televiziune                 | - |
| TVR 2                         | General              | Yes         | No          | România           | Societatea Română de Televiziune                 | - |
| TVR 3                         | General              | Yes         | No          | România           | Societatea Română de Televiziune                 | Are variantele regionale TVR Cluj, TVR Craiova, TVR Iași, TVR Târgu-Mureș și TVR Timișoara. Emite în HD doar pe online.                                                                                            |
| TVR Cultural                  | Cultură              | Yes         | No          | România           | Societatea Română de Televiziune                 | - |
| TVR Folclor                   | Muzică populară      | Yes         | No          | România           | Societatea Română de Televiziune                 | - |
| TVR Info                      | Știri                | Yes         | No          | România           | Societatea Română de Televiziune                 | Fostul TVR News. |
| TVR Internațional             | General              | Yes         | No          | România           | Societatea Română de Televiziune                 | Emite în HD doar pe online. |
| TVR Moldova                   | General              | Yes         | No          | România           | Societatea Română de Televiziune                 | Emite în HD doar pe online. |
| TVR Sport                     | Sport                | Yes         | No          | România           | Societatea Română de Televiziune                 | - |
| U TV                          | Muzică               | Yes         | No          | România           | Digi România                                     | - |
| Viasat Explore                | Știință/Documentare  | Yes         | No          | Regatul Unit      | Viasat World Ltd.                                | Fostul Viasat Explorer |
| Viasat History                | Știință/Documentare  | Yes         | No          | Regatul Unit      | Viasat World Ltd.                                | - |
| Viasat Kino                   | Filme                | Yes         | No          | Regatul Unit      | Viasat World Ltd.                                | Fostul TV1000. |
| Viasat Nature                 | Știință/Documentare  | Yes         | No          | Regatul Unit      | Viasat World Ltd.                                | - |
| Vodafone Info                 | Informații Vodafone  | No          | No          | România           | Vodafone România                                 | Fostul UPC Info. |
| Warner TV România             | Filme                | Yes         | No          | Regatul Unit      | Warner Bros. Discovery                           | A înlocuit canalul TNT. |
| Z-TV.tv                       | Știri                | Yes         | No          | România           | Bridge Media Solutions SRL                       | Momentan acesta este disponibil doar la INES, dar va intra în curând și în grila operatorului Vodafone TV. |
| Zoom TV                       | Turism               | Yes         | Yes         | România           | SC Era Media Art SRL                             | Momentan emite pe Interlan și disponibil la Orange TV. Va fi disponibil în curând și la RCS&RDS. |
| ZU TV                         | Muzică               | Yes         | No          | România           | Antena TV Group                                  | A înlocuit canalul GSP TV. |

### Canale TV desființate
| Denumire                 | Gen                  | HD  | Țară         | Proprietar                           | Prima emisie | Ultima emisie | Note |
| ------------------------ | -------------------- | --- | ------------ | ------------------------------------ | ------------ | ------------- | --- |
| 6 TV                     | Regional             | No  | România      | Radiotelevision TV6 SRL              | 2011         | 2020          | Prelungirea licenței i-a fost respinsa de către membrii CNA. |
| 10 TV                    | General              | No  | România      | RCS & RDS                            | 2010         | 2011          | Transformat în Digi 24 |
| ActionStar               | Filme                | No  | România      | Realitatea Media                     | 2008         | 2012          | - |
| Absolut TV               | General              | No  | România      | Absolut Media                        | 2010         | 2018          | - |
| Animax România           | Desene animate       | No  | Japonia      | Sony Pictures Entertainment          | 2007         | 2014          | A înlocuit A+ Anime România. A fost înlocuit de C8. |
| Arcadia TV World         | Știință/Documentare  | Yes | Austria      | Arcadia Media GmbH                   | 2018         | 2024          | Înlocuit cu Prima Food & Travel. |
| BBC Knowledge            | Știință/Documentare  | No  | Regatul Unit | BBC                                  | 2013         | 2015          | Transformat în BBC Earth |
| Bollyshow                | Filme                | No  | România      | ISG Media                            | 2012         | 2014          | Înlocuit cu Bollywood TV. |
| Boom Action              | Filme                | No  | România      | DTH Television Grup                  | 2005         | 2012          | Fostul Magic Action. |
| Boom Cinema 1            | Filme                | No  | România      | DTH Television Grup                  | 2005         | 2009          | Fostul Magic PPV 3. |
| Boom Cinema 2            | Filme                | No  | România      | DTH Television Grup                  | 2005         | 2008          | Fostul Magic PPV 4. |
| Boom Comedy              | Filme                | No  | România      | DTH Television Grup                  | 2005         | 2012          | Fostul Magic Box. |
| Boom Classic             | Filme                | No  | România      | DTH Television Grup                  | 2005         | 2008          | Fostul Magic Classics. |
| Boom Drama               | Filme                | No  | România      | DTH Television Grup                  | 2005         | 2012          | Fostul Magic PPV 2 (2005–2006) și Boom Romance (2006–2008). |
| Boom Hop!                | Desene animate       | No  | România      | DTH Television Grup                  | 2006         | 2012          | - |
| Boom Indian              | Filme                | No  | România      | DTH Television Grup                  | 2005         | 2012          | Fostul Magic PPV 1. |
| Boom Music               | Muzică               | No  | România      | DTH Television Grup                  | 2006         | 2010          | Fostul Boom Karaoke. |
| Boom Public              | Informații Boom TV   | No  | România      | DTH Television Grup                  | 2005         | 2007          | Fostul Magic Promo. |
| Boom Secrets             | Pentru adulți        | No  | România      | DTH Television Grup                  | 2005         | 2008          | Fostul Magic X (2005–2006) și Boom Base (2006). |
| Boom Smarty              | Desene animate       | No  | România      | DTH Television Grup                  | 2006         | 2012          | Fostul Boom KidZone. |
| Boom Sport One           | Sport                | No  | România      | DTH Television Grup                  | 2006         | 2010          | - |
| Boom Sport Two           | Sport                | No  | România      | DTH Television Grup                  | 2008         | 2010          | - |
| Boom Sport Three         | Sport                | No  | România      | DTH Television Grup                  | 2009         | 2010          | - |
| Boom Sport Four          | Sport                | No  | România      | DTH Television Grup                  | 2009         | 2010          | - |
| Brava TV                 | Gastronomie          | No  | România      | Bilancia Exim SRL                    | 2008         | 2009          | - |
| București TV             | General              | Yes | România      | Best Mix Media SRL                   | 2016         | 2023          | Achiziționat de Doğan Holding și înlocuit cu Kanal D2. |
| Cinema Est               | Filme                | Yes | România      | Clever Group                         | 2018         | 2023          | Fostul Comedy Est. Înlocuit cu Prima Comedy pe frecvența veche iar pe frecvența actuală a fost transformat în Prima History.                                                                                        |
| Cosmos TV                | General              | No  | România      | Corneliu Vadim Tudor                 | 2007         | 2010          | Postul a emis până pe 28 octombrie 2010 |
| C8                       | Filme                | No  | Cehia        | AMC Networks International           | 2014         | 2015          | A înlocuit Animax România |
| Canal Teleshop           | Teleshopping         | No  | România      | Info Euroshop                        | 2004         | 2011          | Transformat în Zeus TV |
| CineStar                 | Filme                | No  | România      | Realitatea Media                     | 2008         | 2013          | - |
| ComedyStar               | Filme                | No  | România      | Realitatea Media                     | 2008         | 2013          | - |
| DDTV                     | General              | No  | România      | Dan Diaconescu                       | 2009         | 2014          | Licența a fost revocată de Consiliul Național al Audiovizualului. |
| Discovery Science        | Știință/Documentare  | Yes | Regatul Unit | Discovery, Inc.                      | 2002         | 2024          | Fostul Discovery Sci-Trek |
| Discovery Showcase HD    | Știință/Documentare  | Yes | Regatul Unit | Discovery, Inc.                      | 2010         | 2021          | Nu are variantă SD. |
| Discovery World          | Știință/Documentare  | No  | Regatul Unit | Discovery, Inc.                      | 2002         | 2017          | Fostul Discovery Civilisation. În România a fost înlocuit de DTX la unii operatori de cablu. |
| DTX                      | Știință/Documentare  | Yes | Regatul Unit | Discovery, Inc.                      | 2013         | 2024          | Fostul Discovery Turbo Xtra |
| DoQ                      | Știință/Documentare  | No  | România      | Tematic Media Group                  | 2007         | 2019          | A fost închis inițial în România în 2012. Ulterior, a fost relansat în mai 2015 cu versiunea internațională. |
| Fine Living              | Lifestyle            | Yes | Regatul Unit | Discovery, Inc.                      | 2010         | 2021          | Fostul Zone Club |
| Focus Sat TV             | Seriale              | Yes | Franța       | Focus Sat România                    | 2021         | 2024          | A emis în partaj cu Info Focus Sat. |
| Giga TV                  | General              | No  | România      | Sonic Media SRL                      | 2011         | 2014          | - |
| Global News              | General              | Yes | România      | ArtFest Consulting SRL               | 2020         | 2025          | Fostul Cinetube. Licența a fost revocată de Consiliul Național al Audiovizualului. |
| GoodLife Channel         | Lifestyle/Sănătate   | No  | România      | Set-Up Media                         | 2006         | 2009          | - |
| ID Xtra                  | Știință/Documentare  | No  | Regatul Unit | Discovery, Inc.                      | 2013         | 2017          | Redenumit în Investigation Discovery |
| Info Focus Sat           | Informații Focus Sat | Yes | România      | Focus Sat România                    | 2007         | 2024          | A emis în partaj cu Focus Sat TV. |
| KidsCo TV România        | Desene animate       | No  | Regatul Unit | NBCUniversal                         | 2007         | 2013          | - |
| LinkPress TV             | General              | Yes | România      | LinkpressTV SRL                      | 2017         | 2025          | Licența a fost revocată de Consiliul Național al Audiovizualului. |
| Megamax România          | Desene animate       | No  | Cehia        | AMC Networks International           | 2012         | 2019          | - |
| Melos TV                 | Muzică populară      | Yes | România      | Tezaur TV SRL                        | 2022         | 2025          | Licența a fost revocată de Consiliul Național al Audiovizualului. |
| Money News               | Financiar/Economic   | No  | România      | M&M Channel SRL                      | 2016         | 2025          | - |
| Money.ro TV              | Financiar/Economic   | No  | Regatul Unit | Media Advertising & Sales SRL        | 2012         | 2013          | - |
| Movies 24                | Filme                | No  | Regatul Unit | NBCUniversal                         | 2007         | 2011          | - |
| Mooz HD                  | Muzică               | No  | Regatul Unit | Mooz TV SRL                          | 2011         | 2023          | - |
| MTV România              | Muzică               | No  | România      | Viacom                               | 2002         | 2019          | Fostul MCM România. Înlocuit cu MTV Global. |
| Mynele TV                | Manele               | No  | România      | Costi Ioniță                         | 2008         | 2015          | - |
| Neptun TV                | General              | No  | România      | SOTI Cable Neptun SRL                | 1995         | 2020          | - |
| News România             | Știri                | No  | România      | News România Communication S.R.L.    | 2013         | 2022          | Fostul eStrada TV. Prelungirea licenței i-a fost respinsa de către membrii CNA. |
| Orange Sport 1           | Sport                | Yes | România      | Orange România                       | 2010         | 2024          | Fostul Dolce Sport (2010–2012), Dolce Sport 1 (2012–2017) și Telekom Sport 1 (2017–2022). |
| Orange Sport 2           | Sport                | Yes | România      | Orange România                       | 2011         | 2024          | Fostul Dolce Sport 2 (2011–2017) și Telekom Sport 2 (2017–2022). |
| Orange Sport 3           | Sport                | Yes | România      | Orange România                       | 2011         | 2024          | Fostul Dolce Sport 3 (2011–2017) și Telekom Sport 3 (2017–2022). |
| Orange Sport 4           | Sport                | Yes | România      | Orange România                       | 2012         | 2024          | Fostul Dolce Sport 4 (2012–2017) și Telekom Sport 4 (2017–2022). |
| OTV                      | General              | No  | România      | Dan Diaconescu                       | 2001/2004    | 2002/2013     | Licența a fost revocată de Consiliul Național al Audiovizualului. În 2014 a emis pe frecvența România TV, fără a deține licență sub forma unei emisiuni (în care nu se afișa sigla postului emitent, ci sigla OTV). |
| Party TV                 | Muzică               | No  | România      | Costi Ioniță                         | 2007         | 2011          | - |
| Pratech TV               | General              | No  | România      | Pratech TV Company SRL               | 2008         | 2011          | - |
| Prima Food & Travel      | Gastronomie          | No  | România      | Clever Group                         | 2024         | 2024          | Transformat în Prima World |
| Profit News              | Financiar/Economic   | Yes | România      | Clever Group                         | 2018         | 2025          | Fostul Profit.ro. Urmează să fie înlocuit cu Prima Sport Moldova. |
| PVTV                     | Pescuit și vânătoare | Yes | România      | Tematic Cable                        | 2009         | 2014          | Fuzionat cu The Fishing & Hunting Channel |
| Realitatea TV            | Știri                | No  | România      | Realitatea Media                     | 2001         | 2019          | Are studio local în Galați (Realitatea TV Galați-Brăila). Prelungirea licenței i-a fost respinsa de către membrii CNA. Toată producția a fost preluată de Realitatea Plus.                                          |
| Shorts TV                | Filme                | Yes | Regatul Unit | Shorts International Ltd.            | 2013         | 2017          | - |
| SOTI                     | General              | No  | România      | SOTI Cable Network                   | 1991         | 1994          | Primul post de televiziune independent din România. Între 1991–1994 a emis pe frecvența TVR 2 (după încheierea programului acestuia). În 1994 a emis pe frecvența Antena 1 (după încheierea programului acestuia).  |
| Sport 1                  | Sport                | No  | Cehia        | AMC Networks International           | 2006         | 2014          | Mai emite în Ungaria, Cehia și Slovacia. |
| Sport Klub               | Sport                | No  | România      | IKO România                          | 2006         | 2012          | Mai emite în Polonia, Croația, Serbia, Muntenegru și Bosnia și Herțegovina. |
| Telekom Info             | Informații Telekom   | No  | România      | Telekom Romania Communications       | 2006         | 2021          | - |
| Telesport                | Sport                | No  | România      | Realitatea Media                     | 2003         | 2011          | Aproape toată echipa s-a transferat în 2010 la Dolce Sport. |
| The Money Channel        | Business             | No  | România      | Realitatea Media                     | 2006         | 2015          | Prelungirea licenței i-a fost respinsa de către membrii CNA. |
| Top 1                    | Muzică               | No  | România      | Videomedia Plus SRL                  | 2008         | 2013          | - |
| TVH                      | General              | Yes | România      | Asociația Massmedia România de Mâine | 2000         | 2019          | Fostul TVRM (2000–2005), TVRM Cultural (2005–2007), TVRM Educațional (2007–2012) și TVH 2.0 (2012–2013). |
| TVR HD                   | General              | Yes | România      | Societatea Română de Televiziune     | 2008         | 2019          | Transformat în varianta HD a TVR 1. |
| TVR News                 | Știri                | No  | România      | Societatea Română de Televiziune     | 2012         | 2015          | S-a relansat pe data de 22 iunie 2022 ca TVR Info |
| Viasat Nature/History HD | Știință/Documentare  | Yes | Regatul Unit | Viasat World Ltd.                    | 2011         | 2020          | Canal partajat, între orele 7 și 19, emite Viasat Nature HD, iar între orele 19 și 7, emite Viasat History HD. |
| Vox News                 | Știri                | No  | România      | Sport Channel SRL                    | 2009         | 2011          | Licența a fost revocată de Consiliul Național al Audiovizualului. |
| Zeus TV                  | General              | No  | România      | Luis Lazarus                         | 2011         | 2013          | Fostul Canal Teleshop. |

## Canale TV locale și regionale
| Denumire             | Variantă HD | Țară                               | Proprietar                              | Acoperire |
| -------------------- | ----------- | ---------------------------------- | --------------------------------------- | --- |
| Accent TV            | Yes         | România                            | Top BBB Video SRL                       | Județele Argeș, Dolj, Gorj, Mehedinți, Olt și Vâlcea |
| Actualitatea TV      | Yes         | România                            | MGR Advertising SRL                     | Pașcani |
| Acum TV              | Yes         | România                            | Acum TV SRL                             | Județul Bacău |
| Alba Carolina TV     | Yes         | România                            | Cetatea Alba Carolina SRL               | Județele Alba, Bistrița-Năsăud, Cluj, Mureș, Sălaj și Sibiu |
| Alpha Media          | No          | România                            | Alpha Media SRL                         | Medgidia |
| Amante TV            | No          | România                            | Alpatvar 2008 SRL                       | Harghita |
| Ardeal TV            | Yes         | România                            | Gliga Comimpex SRL                      | Județele Bistrița-Năsăud, Cluj, Harghita, Mureș și Sibiu |
| Argeș TV             | No          | România                            | BBE Media News Alert SRL                | Pitești |
| AS-TV                | Yes         | România                            | Ard-Sat SA                              | Județele Bistrița-Năsăud, Cluj, Maramureș, Mureș, Satu Mare, Sălaj și Suceava |
| Atlas TV             | No          | România                            | Diplomatic TVR Pres SRL                 | Focșani |
| Autentic TV          | No          | România                            | Autentic Media TV SRL                   | Dumbrava |
| Balada TV            | Yes         | România                            |                                         | Bistrița |
| Banat TV             | Yes         | România                            | Banat Media SRL                         | Reșița |
| Bihor TV             | Yes         | România                            | Ardelean Production SRL                 | Bihor |
| Bit                  | No          | România                            | Bit Net Communication SRL               | Moinești |
| Bucovina TV          | No          | România                            | BG Media SRL                            | Suceava |
| Campus TV            | No          | România                            | TV Buzău Trust Campus SRL               | Buzău |
| Canal M              | No          | România                            | Dragoliv Service SRL                    | Sascut |
| Canal TV             | No          | România                            | Deyvid Com SRL                          | Bacău |
| City TV Târgu Mureș  | No          | România                            | Media Production CO SRL                 | Târgu Mureș |
| Cluj Live TV         | Yes         | România                            | Turda TV SRL                            | Cluj Napoca |
| Columna TV           | Yes         | România                            | Columna Film Studio SRL                 | București și județele Argeș, Călărași, Dâmbovița, Giurgiu, Ialomița, Ilfov, Prahova, Teleorman, Constanța, Tulcea, Vâlcea, Olt, Gorj, Dolj, Mehedinți, Caraș-Severin, Brașov, Sibiu, Alba Iulia, Cluj, Sălaj, Bistrița-Năsăud, Covasna, Harghita, Bacău, Suceava. |
| Cromtel TV           | Yes         | România                            | Cromtel Media Group SRL                 | Județele Botoșani, Neamț și Suceava |
| Csiki TV             | Yes         | România                            | Media Group Market ADV SRL              | Harghita |
| Curier TV            | No          | România                            | Media Video Production One SRL          | Pitești |
| Digital 3 TV         | No          | România                            | Digital 3 SA                            | Odorheiu Secuiesc |
| Dotto TV             | Yes         | România                            | Intersat SRL                            | Constanța |
| Dunărea TV           | No          | România                            | GMG Business Hotels SRL                 | Cernavodă |
| Electron M Bit       | No          | România                            | Sein Media SRL                          | Pașcani |
| Electro-Sat          | No          | România                            | Electro-Sat SRL                         | Sândominic |
| Erdély TV            | Yes         | România                            | ETV Center SRL                          | Județele Alba, Arad, Bistrița-Năsăud, Brașov, Caraș-Severin, Cluj, Covasna, Harghita, Hunedoara, Maramureș, Mureș, Oradea, Satu Mare, Sălaj, Sibiu și Timișoara                                                                                                   |
| ERDTV                | Yes         | România                            | Asociația Intermedia Erdovidek          | Baraolt |
| ETV                  | No          | România                            | Cat Media SRL                           | Galați |
| Euro TV              | No          | România                            | Eco Rino SRL                            | Bacău |
| Eveniment TV         | No          | România                            | Scorpion Impex Evenimentul Sibian SRL   | Județele Alba, Cluj, Mureș și Sibiu |
| Feny TV              | No          | România                            | Kelet Info SRL                          | Harghita |
| Focus TV             | No          | România                            | Media Grup Production SRL               | Județele Brăila, Buzău și Vrancea |
| GMB                  | No          | România                            | GMB Computers SRL                       | Cernavodă |
| Gorj TV              | Yes         | România                            | Media Video Center SRL                  | Târgu Jiu |
| GTV                  | No          | România                            | Geteve SRL                              | Craiova |
| HD365 TV             | No          | România                            | HD365 Production SRL                    | Petroșani |
| HNET                 | No          | România                            | Hunyadi Laszlo Întreprindere Vizuală    | Harghita |
| Hunedoara 1          | No          | România                            | Media Zone Unu HD SRL                   | Hunedoara |
| Iași TV Life         | Yes         | România                            | Iași TV Life SRL                        | Iași |
| Impuls TV            | No          | România                            | Impuls Construct SRL                    | Fierbinții de Sus |
| Infinit TV           | Yes         | România                            | Infinit TV SRL                          | Județuele Bacău, Botoșani, Iași, Neamț, Suceava și Vaslui |
| Info HD              | No          | România                            | Rom Consult SRL                         | Deva |
| Info Rășinari        | No          | România                            | Gospodărie Comunală Locală Rășinari SRL | Rășinari |
| Info Rec             | No          | România                            | Rom Electronic Company SRL              | Craiova |
| Info TV              | No          | România                            | Smart Vest Communications SRL           | Arad |
| Informația TV        | No          | România                            | Solpress SRL                            | Județele Maramureș și Satu Mare |
| Intermedia           | No          | România                            | Inter-Media SRL                         | Județele Botoșani, Neamț și Suceava |
| M Plus TV            | Yes         | România                            | Radio M Plus SRL                        | Iași |
| M Plus TV            | Yes         | România                            | Radio M Plus SRL                        | Neamț |
| M9                   | No          | România                            | Impact Studio Mureș SRL                 | Târgu Mureș |
| Maramureș TV         | No          | România                            | Coza Media SA                           | Județele Maramureș și Satu Mare |
| MDI TV               | No          | România                            | MD-I Media Regional SRL                 | Județele Argeș, Călărași, Dâmbovița, Giurgiu, Ialomița, Ilfov, Prahova și Teleorman |
| Media Sud            | No          | România                            | Media Sud SRL                           | Alexandria |
| Media TV             | No          | România                            | Media Pro Comunication SRL              | Medgidia |
| Mondo TV             | No          | România                            | Extour Media SRL                        | Petroșani |
| Muscel TV            | Yes         | România                            | Intex Prim SRL                          | Județele Argeș, Dâmbovița și Olt |
| NCN Cluj-Napoca      | No          | România                            | Pagina Ciudatului SRL                   | Cluj-Napoca |
| NEst TV Channel      | No          | România                            | Training & Consulting Group SRL         | Suceava |
| Next TV              | No          | România                            | Next Start SRL                          | Hârlău |
| NextGen Info         | No          | România                            | NextGen Communications SRL              | Bocșa, Giurgiu, Mangalia și Zalău |
| Nord TV              | No          | România                            | Nord Carpat Media SRL                   | Județul Maramureș |
| Nord-Vest TV         | No          | România                            | Nord Vest TV Advertising SRL            | Satu Mare |
| Nova Tv              | No          | România                            | SC Novanews Mediaș srl                  | Mediaș |
| Nova TV              | No          | România                            | Nova Press SRL                          | Brașov |
| Nova TV Făgăraș      | No          | România                            | Nova Press SRL                          | Făgăraș |
| Olt TV               | Yes         | România                            | Enero Prod SRL                          | Județul Olt |
| Oltenia 3            | No          | România                            | Fond Media SRL                          | Craiova |
| Plus TV Bacău        | No          | România                            | Local Media Factory SRL                 | Bacău |
| Plus TV Maramureș    | No          | România                            | TL Plus Media SRL                       | Maramureș |
| Pro Argeș TV         | Yes         | România                            | UTA Media Network SRL                   | Argeș |
| Pro Media TV         | Yes         | România                            | Pro Media Creative SRL                  | Bârlad |
| Qub TV               | Yes         | România                            | Quantum Media Press SRL                 | Județele Arad, Caraș-Severin, Dolj, Gorj, Hunedoara, Mehedinți și Timiș. |
| Quantum TV           | Yes         | România                            | Qub TV SRL                              | Județele Hunedoara, Bihor, Arad, Gorj, Caraș-Severin și Alba Iulia. |
| Remete TV            | No          | România                            | Asociația de Muzică din Remetea         | Harghita |
| Republika News TV    | Yes         | România                            | Proton Production SRL                   | Ploiești |
| Res TV               | No          | România                            | Electronic Service SRL                  | Poiana Teiului |
| Roman TV             | No          | România                            | Dorithea Media SRL                      | Roman |
| RTT                  | No          | Radioteleviziunea Transilvania SRL | Brașov                                  | |
| RTV 1                | No          | Serbia                             | Radioteleviziunea Voivodinei            | Voivodina |
| RTV 2                | No          | Serbia                             | Radioteleviziunea Voivodinei            | Voivodina |
| RTV Galați-Brăila    | No          | România                            | RTV Media Grup SRL                      | Galați |
| Sălăjeanul TV        | No          | România                            | Media Grup SRL                          | Zalău |
| Sângeorz TV          | No          | România                            | Patryon Invest SRL                      | Sângeorz-Băi |
| Sovidek              | Yes         | România                            | Digi Communication SRL                  | Județele Harghita, Covasna și Mureș |
| STV                  | No          | România                            | STV Sânnicolau Mare SRL                 | Sânnicolau Mare |
| Sud Vest TV          | No          | România                            | Sud Vest Media                          | Județele Caraș-Severin, Dolj, Gorj, Hunedoara, Mehedinți și Timiș |
| Super TV             | Yes         | România                            | Ave Concrete Media SRL                  | Județele Argeș, Brașov, Dâmbovița, Olt, Sibiu, Teleorman și Vâlcea |
| Sweet TV             | No          | România                            | Scorpion Impex Evenimentul Sibian SRL   | Sibiu |
| Szekely TV           | No          | România                            | Tematic Cable SRL                       | Harghita |
| Szekelyfold TV       | Yes         | România                            | Media Center SRL                        | Harghita |
| Tele 2               | No          | România                            | TV Sirius SRL                           | Drobeta-Turnu Severin |
| Tele 3               | No          | România                            | Tele 3 Media SRL                        | Târgu Jiu |
| Tele 21 Bistrița     | No          | România                            | Vira-Sat Mediaproduction SRL            | Bistrița-Năsăud |
| Tele Europa Nova TM  | Yes         | România                            | Nova Media SRL                          | Timișoara |
| Tele M               | No          | România                            | Nord Est Media Image SRL                | Botoșani |
| Tele M               | Yes         | România                            | Tele M SRL                              | Județele Bacău, Botoșani, Galați, Iași, Neamț, Suceava, Vaslui și Vrancea |
| Tele U Craiova       | No          | România                            | Universitatea din Craiova               | Craiova |
| Teleuniversitatea TV | No          | România                            | Universitatea Politehnica Timișoara     | Timișoara |
| Televiziunea 8 TV    | Yes         | România                            | Telenova SRL                            | Județele Timișoara, Caraș-Severin, Hunedoara, Arad. |
| Televiziunea Galaxy  | No          | România                            | Galaxy SRL                              | Drobeta-Turnu Severin |
| Terra Sat            | Yes         | România                            | RTS Severin SRL                         | Drobeta-Turnu Severin |
| Tezaur TV            | Yes         | România                            | Tezaur Media Television SRL             | Județele Alba, Arad, Caraș-Severin, Gorj, Hunedoara, Mehedinți, Oradea, Sibiu și Timiș |
| Toptelecom           | No          | România                            | Top Telecom SRL                         | Buhuși |
| TRtv                 | No          | România                            | Media ATV SRL                           | Alexandria |
| TV 1 Satu Mare       | No          | România                            | New Image SRL                           | Satu Mare |
| TV Arad              | No          | România                            | Armedia Group SRL                       | Arad |
| TV Buzău             | No          | România                            | RTM Buzău SRL                           | Județul Buzău |
| TV Cablu Turia       | No          | România                            | Comuna Turia                            | Covasna |
| TV City              | Yes         | România                            | Digital Infochannel SRL                 | București |
| TV Galați-Brăila     | No          | România                            | Paf Media SRL                           | Galați |
| TV Giurgiu           | No          | România                            | Nova Force Technic SRL                  | Giurgiu |
| TV Plus Regional     | No          | România                            | Media Ten Productions SRL               | Județul Suceava |
| TV Polyp             | No          | România                            | Servicii Polyp SRL                      | Târgu Secuiesc |
| TV Sat               | No          | România                            | TVSat Media Group                       | Râmnicu Sărat |
| TV Sibiu             | No          | România                            | Cargo Sped SRL                          | Sibiu |
| TV Sighet            | No          | România                            | Standard QM SRL                         | Sighetu Marmației |
| TV Sud               | No          | România                            | Sud Media Production SRL                | Târgu Jiu |
| TV Sud Est           | Yes         | România                            | TVSat Media Group                       | București și județele Brăila, Buzău, Călărași, Constanța, Galați, Ialomița, Ilfov, Prahova, Râmnicu Sărat, Tulcea și Vrancea |
| TV Total             | No          | România                            | Total Media Radio-TV SRL                | Vaslui. Emite doar online. |
| TVB                  | No          | România                            | Banat Telecom Satelit SRL               | Caraș-Severin |
| TVN                  | Yes         | România                            | Realomnimedia SRL                       | Piatra Neamț |
| TVR Cluj             | No          | România                            | Societatea Română de Televiziune        | Județele Alba, Bihor, Bistrița-Năsăud, Brașov, Cluj, Covasna, Harghita, Maramureș, Mureș, Satu Mare, Sălaj și Sibiu. |
| TVR Craiova          | No          | România                            | Societatea Română de Televiziune        | Județele Argeș, Dolj, Gorj, Mehedinți, Olt, Teleorman și Vâlcea |
| TVR Iași             | No          | România                            | Societatea Română de Televiziune        | Județele Bacău, Botoșani, Galați, Iași, Neamț, Suceava și Vaslui și Vrancea |
| TVR Târgu Mureș      | No          | România                            | Societatea Română de Televiziune        | Județele Alba, Brașov, Covasna, Harghita, Mureș și Sibiu |
| TVR Timișoara        | No          | România                            | Societatea Română de Televiziune        | Județele Arad, Caraș-Severin, Hunedoara și Timiș |
| Valea Prahovei TV    | Yes         | România                            | Best Mix Media SRL                      | Județele Prahova, Brașov, București, Ilfov, Buzău, Dâmbovița, Călărași și Giurgiu. |
| Vaslui TV            | Yes         | România                            | Tasandsil SRL                           | Vaslui |
| VTV                  | No          | România                            | Vezi Televiziune SRL                    | Vâlcea |
| Z TV                 | No          | România                            | PC Net - CATV SRL                       | București |

## Canale TV cu licență, dar care încă nu emit
| Denumire            | Gen                 | Variantă HD | Variantă 4K | Țară    | Proprietar                   | Acoperire                                     |
| ------------------- | ------------------- | ----------- | ----------- | ------- | ---------------------------- | --------------------------------------------- |
| 10Zece TV           | Pentru copii        | Yes         | No          | România | Zece Music SRL               | Regională pentru județele București și Ilfov. |
| Asia TV             | Filme               | Yes         | No          | România | ISG Media                    | Națională                                     |
| Bucătăria TV        | Gastronomic         | Yes         | No          | România | Seraphim Media Group SRL     | Națională                                     |
| Life Style TV       | Lifestyle           | Yes         | No          | România | TV Alb Negru SRL             | Națională                                     |
| iDracula TV         | Pentru bărbați      | Yes         | No          | România | Atomic Media Advertising SRL | Națională                                     |
| Info Sibiu Cisnădie | Videotext           | Yes         | No          | România | Info Sibiu Cisnădie SRL      | Local pentru comuna Cisnădie, județul Sibiu.  |
| M Plus TV           | Generalist          | Yes         | No          | România | Radio M Plus SRL             | Local pentru Bacău.                           |
| M Plus TV           | Generalist          | Yes         | No          | România | Radio M Plus SRL             | Local pentru Botoșani.                        |
| M Plus TV           | Generalist          | Yes         | No          | România | Radio M Plus SRL             | Local pentru Vaslui.                          |
| TV Enciclopedia     | Știință/Documentare | Yes         | No          | România | Mooz TV SRL                  | Națională                                     |
| TV Kult             | Știință/Documentare | Yes         | No          | România | Mooz TV SRL                  | Națională                                     |

## Canale TV cu transmisie exclusiv online
| Denumire       | Variantă HD | Țară    | Proprietar                | Acces         |
| -------------- | ----------- | ------- | ------------------------- | ------------- |
| Antena Monden  | No          | România | Antena TV Group           | restricționat |
| Antena Sport   | Yes         | România | Antena TV Group           | restricționat |
| Comedy Play    | No          | România | Antena TV Group           | restricționat |
| Hello Taste    | No          | România | Antena TV Group           | restricționat |
| Lira TV        | Yes         | Spania  | Lira TV Spania            | liber         |
| Mireasa        | Yes         | România | Antena TV Group           | restricționat |
| Mireasa+       | Yes         | România | Antena TV Group           | restricționat |
| Pro TV News    | Yes         | România | Pro TV SRL                | liber         |
| RO TV Valencia | Yes         | Spania  | RO Media Valencia         | liber         |
| Tele 7 abc     | Yes         | România | Luxor Business Center SRL | liber         |
| Tele 7 Music   | No          | România | Fruit Creative SRL        | liber         |

## Legături externe
- Materiale media legate de Canale de televiziune din România la Wikimedia Commons
- Materiale media legate de Canale de televiziune din Republica Moldova la Wikimedia Commons